# Hotel Riviera
El Hotel Riviera es un hotel de cinco estrellas situado en la ciudad de Cagayán de Oro, específicamente en el Paseo del Río, el mayor complejo de negocios en esa localidad de Filipinas.  Este hotel de primera categoría abarca además un centro comercial y un centro de convenciones. En 2013, el hotel abrirá con otras partes como Paseo del Río resentials y otros edificios de gran altura en proyecto. El hotel Riviera cuenta con una estimación de 80 metros de altura.
El espacio tiene 304 habitaciones bien equipadas. Aparte de los habituales servicios del hotel, La Riviera contará con un jardín  exuberante en la azotea, una piscina infinita y lo que se proyecta ser el local nocturno más movido de la ciudad, el Bar Helipad.